# Wallace megye (Kansas)
Wallace megye az Amerikai Egyesült Államokban, azon belül Kansas államban található. Megyeszékhelye és legnagyobb városa Sharon Springs. Lakosainak száma 1512 fő (2020. április 1.). Wallace megye Sherman, Greeley, Logan, Wichita, Kit Carson és Cheyenne megyékkel határos.

## Népesség
A megye népességének változása:
| Lakosok száma | 1483 | 1526 | 1530 | 1569 | 1518 | 1512 |
|               | 2010 | 2011 | 2012 | 2013 | 2015 | 2020 |